# Láska je láska (film, 1998)
Láska je láska (původní název Fucking Åmål) je švédsko-dánský film z roku 1998, režírovaný Lukasem Moodyssonem dle svého scénáře (jedná se o jeho první celovečerní film); hlavní role obsadily Alexandra Dahlström (Elin) a Rebecka Liljeberg (Agnes). Léta 1999 snímek získal čtyři ceny Guldbagge (švédský ekvivalent amerických Oscarů), jakož i několik dalších mezinárodních ocenění, mj. cenu Teddy Award na Berlinale (rok 1999) a také Zvláštní cenu poroty, Cenu diváků a Cenu FICC na MFF v Karlových Varech téhož roku.

## Název
Původní název Fucking Åmål znamená Zasraný Åmål, pro distribuci v jiných zemích byl často zvolen mírnější název jako např. Show Me Love, Raus Aus Åmål, Pokaži mně ljubov, Descubriendo el Amor, Amigas de Colegio apod.

## Příběh
Film vypráví příběh šestnáctileté Agnes a čtrnáctileté Elin, které chodí na školu v městečku jménem Åmål (slovem 'fucking' ho popisuje Elin). Elin je oblíbená a má mnoho přátel, ale její život ji nudí. Agnes je pravý opak – nemá v podstatě žádné přátele. Agnes je do Elin zamilovaná, ale nedokáže svůj cit nijak vyjádřit. Rodiče Agnes přinutí, aby u příležitosti svých šestnáctých narozenin uspořádala večírek; na ten přijde Elin se svojí sestrou Jessicou, hlavně kvůli tomu, aby nemusela na jiný večírek. Elin se s Jessicou vsadí, že Agnes políbí, a také to udělá. Hned poté se sestrou utečou, ale velice brzo si Elin uvědomí, že k Agnes něco cítí, a jejich vztah se začne rozvíjet.

## Obsazení
| Alexandra Dahlströmová | Elin Olsson               |
| Rebecca Liljebergová   | Agnes Ahlberg             |
| Erica Carlsonová       | Jessica Olsson            |
| Mathias Rust           | Johan Hulth               |
| Stefan Hörberg         | Markus                    |
| Josefine Nybergová     | Viktoria                  |
| Ralph Carlsson         | Olof, otec Agnes          |
| Maria Hedborgová       | Karin, matka Agnes        |
| Axel Widegren          | Oskar, mladší bratr Agnes |
| Jill Ungová            | Birgitta, matka Elin      |
| Lisa Skagerstamová     | Camilla                   |

## Hodnocení
Hodnocení filmu je v naprosté většině případů veskrze pozitivní, např. na asi nejznámější stránce o filmech Internet Movie Database má v současné době film uživatelské hodnocení 7,5/10 (stav k 27. červenci 2025). Většina profesionálních recenzentů i běžných uživatelů internetu se shoduje na tom, že se jedná o velmi realisticky ztvárněný příběh o dospívání a lásce jako takové, tedy ne pouze o lásce lesbické.

### Recenze
- Mirka Spáčilová, MF DNES, 22. červenec 1999[1]